# Saint-Herblon
Saint-Herblon è un comune francese soppresso e frazione del dipartimento della Loira Atlantica nella regione dei Paesi della Loira. Dal 1º gennaio 2016 si è fuso con il comune di Anetz per formare il nuovo comune di Vair-sur-Loire.

## Società

### Evoluzione demografica
Abitanti censiti